# 阿戈讷地区瑟伊
阿戈讷地区瑟伊（法語：Seuil-d'Argonne）是法国默兹省的一个市镇，属于巴勒迪克区。该市镇总面积25.44平方公里，2009年时的人口为503人。

## 人口
阿戈讷地区瑟伊人口变化图示